# 千石電商
株式会社千石電商（せんごくでんしょう）は、東京都文京区に本社を置く、電子部品やその関連商品などの販売を手がける企業である。秋葉原とでんでんタウンに同名称の店舗を運営しているほか、オンラインショップ（せんごくネット通販）による通信販売も行っている。キャッチコピーは「パーツとツールのスーパーマーケット」。略称千石。
CQ出版社発行のトランジスタ技術に毎月2ページのモノクロ広告を出している。

## 歴史
1971年に会社を設立。東京都文京区に本社を置くとともに、同所に店舗を開店した。
1981年、秋葉原（東京都千代田区外神田1-7-12　アポンドビル）に店舗を移転し、秋葉原店を開店。1993年に外神田1-8-5（毛利ビル）に移転した。
秋葉原に2号店の開店後、2005年12月には3号店が開店した。2009年5月11日に、2号店の場所が外神田1-8-6（丸和ビル）に移転した。
2008年5月2日、でんでんタウン（大阪市浪速区日本橋）に大阪日本橋店が開店した。
1990年代まで、東京都大田区蒲田の「蒲田エレクトロプラザ」、横浜市中区松影町の通称「エジソンプラザ」（後の「電機のデパート」）に店舗が存在した。また、かつて名古屋市中区の大須に店舗が存在したほか、その後同市内の「ユーテクプラザ納屋橋」にも移転
していた
2017年4月に秋葉原店は本店の移転を含む大幅な再編を行った。本店は2号店へ統合され、3号店が新たな2号店に繰り上がった。
2018年7月4日、同社の公式Twitterにて秋葉原のラジオデパート1階に新店舗を出店することが発表され、同年7月12日にオープンした。
2023年11月、同じ秋葉原で長年営業し「ネジの西川」で知られていた西川電子部品が同年末での廃業を発表したことに対し、事業継承の意思を表明。元々西川から事業譲渡の話を持ちかけられていたこともあり、社内からの反対意見も多かったものの、翌2024年4月より本店にて旧西川電子部品の取扱商品（ネジ、コネクタ類など）の販売を開始した。

## 店舗

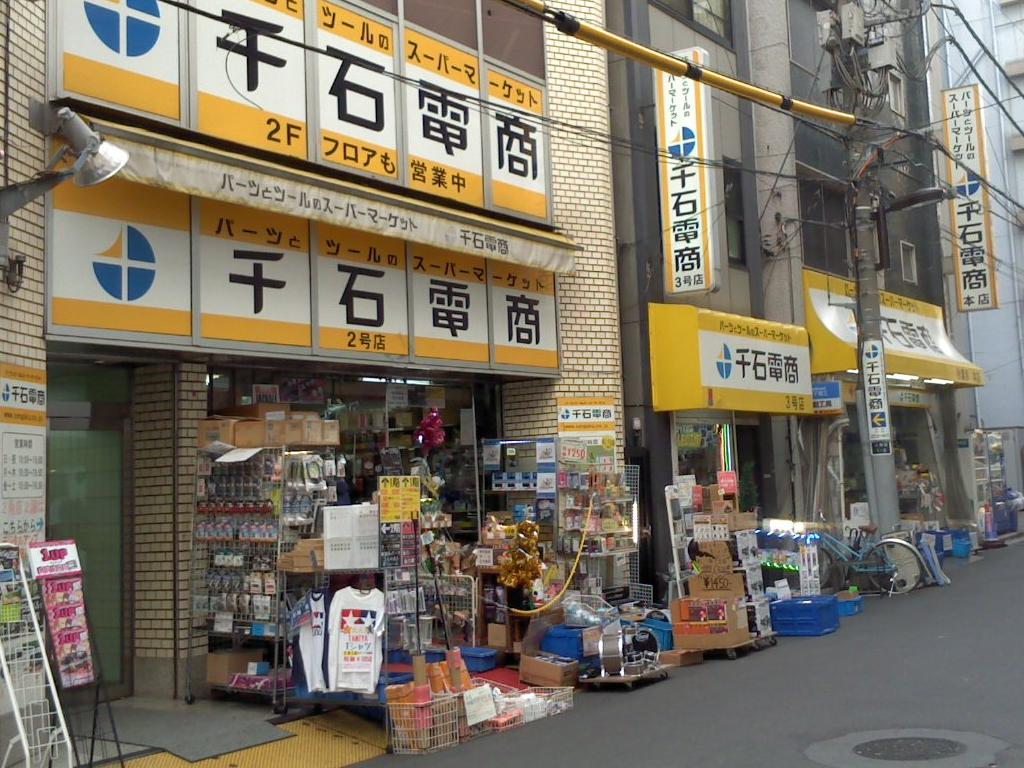
2014年11月当時の秋葉原 2号店（後の本店）・3号店（後に2号店となり、2024年に旧西川電機の建物へ移転）・本店（後に閉店）

2024年4月現在、運営している店舗は以下の通りである。
秋葉原本店
東京都千代田区外神田1-8-6 丸和ビル (B1F, 1F, 2F, 3F)
秋葉原2号店
東京都千代田区外神田1-9-9 内田ビル ※旧西川電子部品の店舗
大阪 日本橋店
大阪市浪速区日本橋4-6-13　NTビル1F
秋葉原の本店・2号店では店舗ごとに取り扱い品目が分けられており、販売商品は重複していない。秋葉原の2店舗の間で、取り扱う品目が変更され商品が移動する場合もある。

## ウェブサイトと通信販売
通信販売事業として、自社のウェブサイトでオンラインショップ「せんごくネット通販」を運営しているほか、Amazonにて一部商品の販売を行っている。FAXによる注文も受け付けている。通信販売部門の所在地は旧・秋葉原2号店と同じだったが、その後、本社と同じになっている。
ウェブサイトに掲載されている在庫情報は秋葉原店（2店舗）の状況を表したものであり、大阪日本橋店の在庫は反映されていない。
ウェブサイトや通信販売の利用者数などは同社から公表されていないが、オンラインショップのシステムを開発したジーコン有限会社は、ウェブサイトの月間アクセス数について「100万PVを大きく超える」と紹介している。
商品の告知目的で秋葉原店（2店舗合同）・大阪日本橋店・ネット通販のそれぞれが、JUGEMを利用しブログを運営している。前述のウェブサイトと異なり販売や在庫状況に合わせたデータの更新は行わないとしているが、後日完売を知らせる追記をする場合もある。

## 取り扱い品目
おおよそ以下のような種類の商品を取り扱っている。
- 電子部品

IC・トランジスタ・抵抗器・コンデンサ・LED・スイッチ・センサー・モーターなど部品単体
- 材料としてのコネクタ・ケーブル
- パソコン関連のケーブル
- メモリーカード・USBメモリー
- 基板

ユニバーサル基板を始め、プリント基板製作用の材料や工具も扱っている。
- 各種工具
- 電池・充電器
- マイコンやPLDなどの評価ボードや学習ボード
- 計測機器・測定機器

テスター・オシロスコープなど
- 電子工作関係の書籍
- ギターパーツ

秋葉原店の品揃えについて、「秋葉のパーツ屋としては何でも扱う部類のお店で、パーツもあれば工具もあればキットもあるなど、幅広い品揃え」、「電子部品や工作キットなどを幅広く取り扱う老舗のショップ。　（引用省略）　このごろはヘッドフォンアンプやUSB-DACなど、PCオーディオやポータブルオーディオ系の製品にも力を注いでいて、国内製品から輸入製品まで、幅広いラインナップを取りそろえている。」と評価する声もある。
秋葉原店やオンラインショップでは取り扱われず、大阪日本橋店でのみ販売されている商品もある。
販売品目については個々の店員に任されている部分も多く、店員が「これが売れそう」と思ったら自身の裁量で商品を仕入れて売ることが可能だという。2024年時点での売れ筋商品である「麻雀牌のバラ売り」などもその一つ。